# Matheswall, Schmielen- und Gabelsee
Das Naturschutzgebiet Matheswall, Schmielen- und Gabelsee  liegt auf dem Gebiet der Gemeinde Falkenhagen (Mark) im Landkreis Märkisch-Oderland in Brandenburg.
Das rund 189 ha große Gebiet wurde mit Verordnung vom 7. Oktober 2014 unter Naturschutz gestellt. Das aus zwei Teilflächen bestehende Naturschutzgebiet erstreckt sich östlich, südlich und südwestlich des Schwarzen Sees und des Kernortes Falkenhagen. Östlich verläuft die Landesstraße L 37 und südlich die B 5.